# Batalha de Lübeck
A Batalha de Lübeck ocorreu em 6 de novembro de 1806 em Lübeck, Alemanha, entre soldados do Reino da Prússia liderados por Gebhard Leberecht von Blücher, que recuavam da derrota na Batalha de Jena–Auerstedt, e tropas do Primeiro Império Francês sob os marechais Murat, Bernadotte e Soult, que os perseguiam. Nesta ação da Guerra da Quarta Coalizão, os franceses infligiram uma severa derrota aos prussianos, expulsando-os da cidade neutra. Lübeck é um antigo porto do Mar Báltico a aproximadamente 50 km (31 mi) nordeste de Hamburgo.
Após sua derrota esmagadora em outubro por Napoleão na Batalha de Jena-Auerstedt, os exércitos prussianos retiraram-se para a margem leste do rio Elba e marcharam para nordeste na tentativa de alcançar o rio Óder. Com o objetivo de aniquilar as forças de seus oponentes, Napoleão lançou seu grande exército em uma perseguição precipitada. Uma grande parte dos prussianos em fuga refugiou-se na fortaleza de Magdeburgo, onde foram cercados. Outro grande segmento foi interceptado e destruído na Batalha de Prenzlau. Este evento desencadeou uma série de capitulações de tropas e fortalezas prussianas.
Impedido de chegar ao Óder, Blücher virou e correu para o oeste, perseguido por Murat, Bernadotte e Soult. Depois de uma série de ações de retaguarda bem disputadas, as tropas de Blücher forçaram seu caminho para a cidade neutra de Lübeck, onde assumiram posições defensivas. Os soldados de Bernadotte romperam as defesas do norte da cidade e dominaram as tropas que enfrentavam Murat e Soult. Blücher escapou por pouco da cidade, embora a maioria de sua equipe tenha sido capturada e as baixas prussianas fossem enormes. Os franceses saquearam brutalmente Lübeck durante e após os combates. No dia seguinte, os franceses prenderam os prussianos sobreviventes contra a fronteira dinamarquesa e obrigaram Blücher a se render.
As forças dinamarquesas comandadas por Johann Ewald também foram mobilizadas e implantadas na fronteira dinamarquesa-prussiana próxima com o objetivo de impedir que quaisquer forças francesas ou prussianas entrassem em seu território (o plano prussiano original era fugir dos franceses que vinham para a Dinamarca) e proteger os dinamarqueses. Neutralidade pela força, se necessário; no entanto, as forças dinamarquesas não tomaram parte significativa na luta armada, exceto por algumas escaramuças menores e negociações com os prussianos e os franceses, embora durante estes o próprio Ewald tenha sido brevemente detido pelos franceses. 
Os franceses capturaram uma pequena força sueca durante a batalha. O tratamento cortês e respeitoso de Bernadotte a seus oficiais e soldados levaria em parte a essa nação escandinava a oferecer sua coroa ao marechal francês, quase quatro anos após essa batalha.

## Antecedentes

### De Jena-Auerstedt a Prenzlau
Em 14 de outubro de 1806, Napoleão esmagou os exércitos de campo prussianos na Batalha de Jena-Auerstedt. No caos após o desastre, os restos destroçados dos exércitos se fundiram em vários elementos importantes. O general de infantaria Frederick Louis, príncipe de Hohenlohe-Ingelfingen assumiu o comando de uma coluna que recuou pelas montanhas Harz. O General-Leutnant Blücher e o General de Infantaria Friedrich Adolf, Conde von Kalckreuth, seguiram na esteira de Hohenlohe  com uma coluna de 12.000 homens.  Essas forças foram seguidas por 12.000 soldados sob o comando do general Karl August, grão-duque de Saxe-Weimar-Eisenach e general-tenente Christian Ludwig von Winning. O último corpo não encontrou Jena-Auerstedt. Enquanto isso, o Príncipe de Orange rendeu pelo menos 10.000 prussianos ao Corpo de Cavalaria do Marechal Murat na Capitulação de Erfurt em 16 de outubro. 

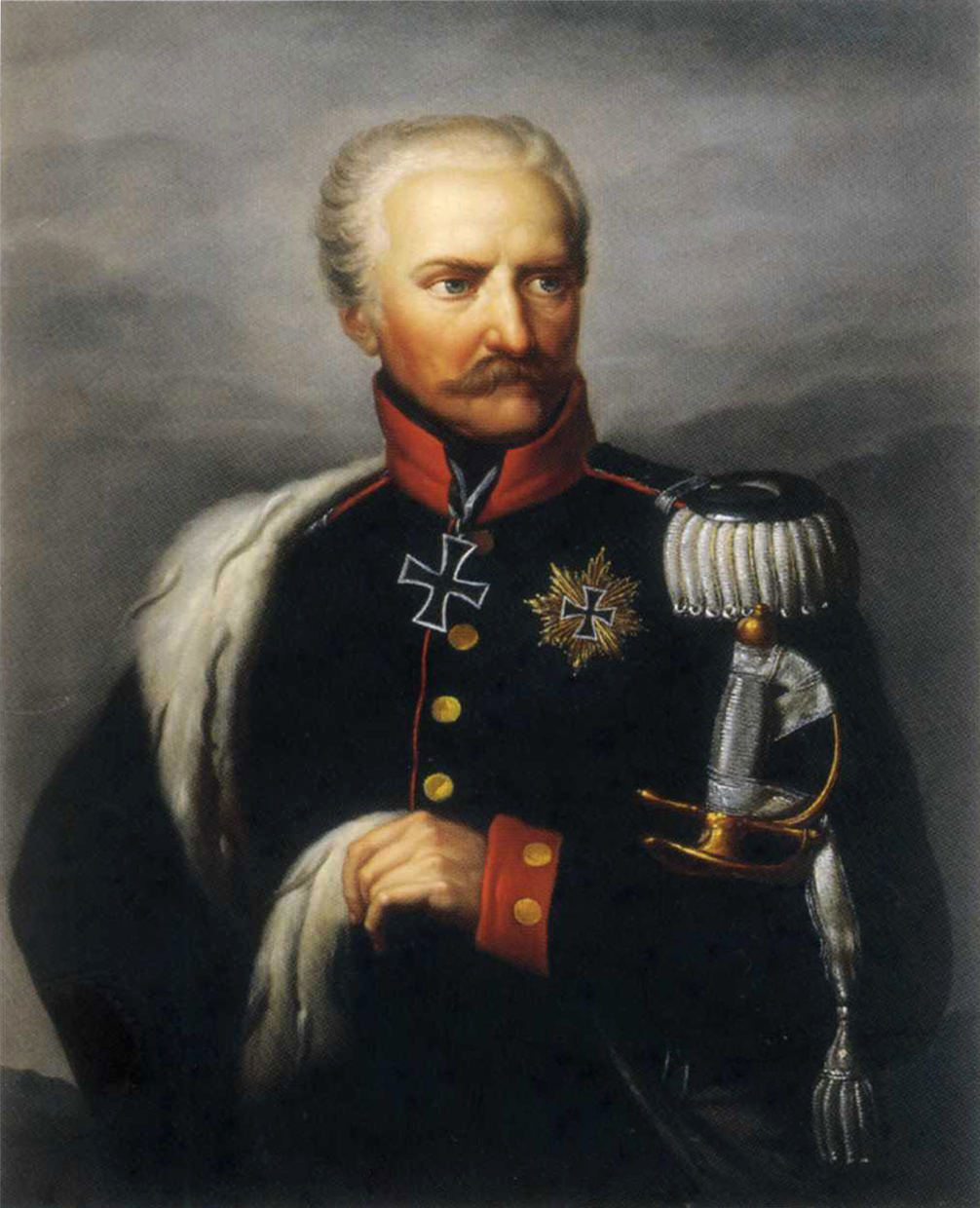
Gebhard von Blücher

As 16.000 novas tropas da Reserva comandadas por Eugene Frederick Henry, Duque de Württemberg, permaneceram em Halle desde o dia 13.  Em 17 de outubro, os 20.600 homens do I Corpo do Marechal Bernadotte  atacaram a força de Württemberg na Batalha de Halle.  A Reserva recuou para Magdeburg, onde se juntou a Hohenlohe em 20 de outubro. O marechal Soult com o IV Corpo e Murat chegou aos arredores da cidade naquele dia e exigiu a rendição de Hohenlohe, que ele recusou.  No dia 22, Soult e o VI Corpo do Marechal Michel Ney investiram a fortaleza na margem oeste do Elba. Depois de deixar 9.000 soldados adicionais para guarnecer a fortaleza, Hohenlohe marchou para o nordeste via Burg bei Magdeburg. Ele logo se juntou a Kalckreuth que cruzou o Elba ao norte em Tangermünde. 

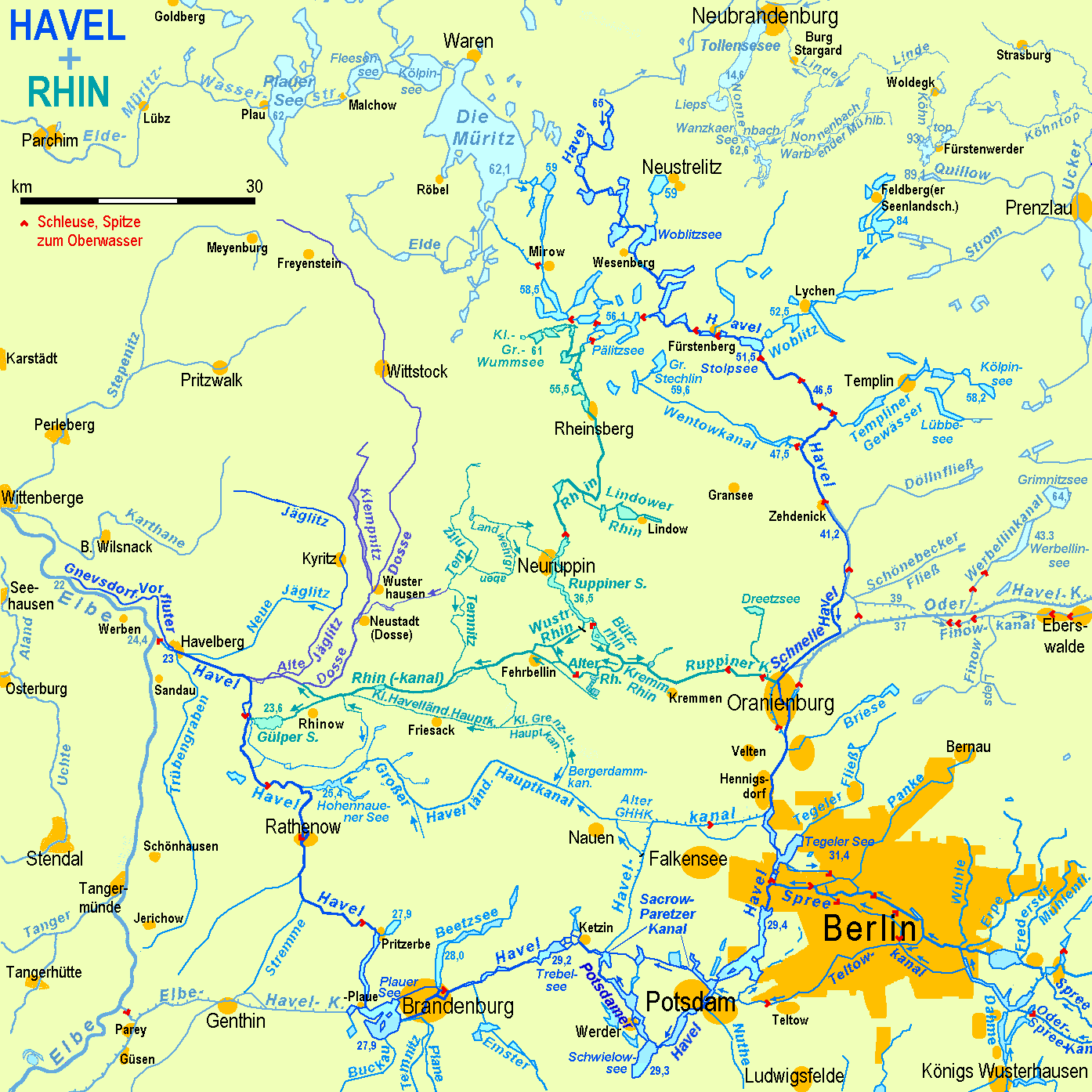
Rio Havel e rede de canais nas proximidades

Blücher moveu-se para nordeste de Nordhausen, através das montanhas Harz, passando por Braunschweig, e atravessou o Elba em Sandau em 24 de outubro. Saxe-Weimar marchou de Bad Langensalza para Mühlhausen e para Osterode. Depois de fingir em Magdeburg para enganar Soult, ele alcançou com sucesso o Elba em Sandau. Oberst Ludwig Yorck von Wartenburg realizou uma ação habilidosa em Altenzaun na tarde e noite do dia 26. A retaguarda prussiana segurou a guarda avançada de Soult até que as tropas de Saxe-Weimar chegassem com segurança à margem leste, então Yorck também se retirou. Neste momento, Winning assumiu o comando da coluna de Saxe-Weimar. 
Hohenlohe chegou a Neustadt an der Dosse na noite de 24 de outubro. Depois de cruzar o Elba, Blücher aceitou o comando da retaguarda de Hohenlohe. Havia uma rede de canais, junto com o rio Havel, que corria de leste a oeste aproximadamente entre o Elba e o Óder. Hohenlohe planeja enviar o general-mor Christian Ludwig Schimmelpfennig von der Oye com uma coluna voadora para proteger seu flanco direito, destruindo todas as pontes ao longo deste trecho de água. 
Ao anoitecer de 25 de outubro, o corpo principal de Hohenlohe estava entre Neuruppin e Lindow, um pouco mais a leste. A cavalaria do General-Mor von Schwerin e a brigada de infantaria do Oberst von Hagen marcharam em direção a Wittstock. O general-mor Rudolf Ernst Christoph von Bila chegou a Kyritz, ao norte de Neustadt, com uma brigada de cavalaria-infantaria. A retaguarda de Blücher estava perto de Neustadt após um confronto com as principais tropas de Bernadotte. Em um desenvolvimento ameaçador, a cavalaria francesa capturou Oranienburg antes que Schimmelpfennig chegasse lá. 
Em 26 de outubro, Murat derrotou a coluna de Schimmelpfennig em Zehdenick, enviando os prussianos fugindo para Stettin  depois de perder mais de 250 cavaleiros de sua força de 1.300 homens.  No dia seguinte, em uma luta confusa em Boitzenburg, Hohenlohe superou um bloqueio na estrada francesa e avançou para o leste depois de perder um regimento de cavalaria.  Em 28 de outubro, Murat atacou os prussianos na Batalha de Prenzlau. Uma das brigadas de dragões do General de Divisão Emmanuel Grouchy abriu caminho através da coluna de Hohenlohe. O general da Divisão Marc Antoine de Beaumont e sua 3ª Divisão de Dragões atacaram a retaguarda agora isolada sob o Oberst Príncipe Augusto da Prússia e a forçaram a se render. Murat então conseguiu blefar com Hohenlohe para capitular, embora o prussiano não estivesse cercado nem em menor número. Não incluindo 2.000 perdas anteriores,  cerca de 10.000 soldados, 64 canhões e 1.800 cavalos de cavalaria caíram nas mãos dos franceses. 

### De Prenzlau a Lübeck

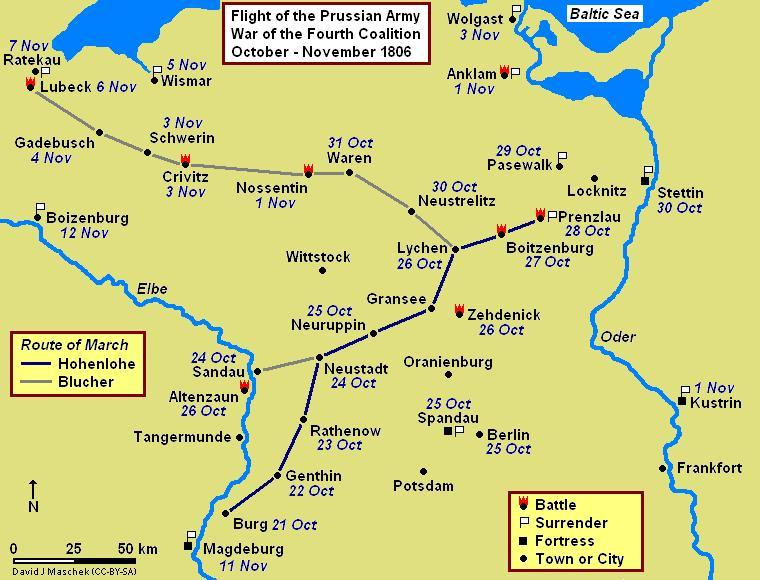
Mapa da Campanha Prenzlau-Lübeck, mostrando as rotas de Hohenlohe e Blücher

No dia seguinte, 4.000 prussianos se renderam a duas brigadas de cavalaria ligeira francesas na Capitulação de Pasewalk. Naquela noite, o general da brigada Antoine Lasalle e sua cavalaria ligeira aceitaram a capitulação de Stettin depois de blefar o comandante da fortaleza para se render com mais de 5.000 soldados.  Na esteira dessas derrotas humilhantes, várias colunas prussianas menores foram limpas. Em 30 de outubro, o major von Höpfner rendeu um comboio de artilharia com 600 soldados, 25 canhões, 48 carroças e 800 cavalos em Boldekow, ao sul de Anklam. Bila, seu irmão mais velho General-Mor Karl Anton Ernst von Bila, e seus 2.173 soldados depuseram suas armas em Anklam para os dragões do General de Divisão Nicolas Léonard Beker em 1º de novembro. Naquele dia também viu a fortaleza de Küstrin capitular a uma das brigadas do III Corpo do Marechal Louis Davout. 
Deixando Ney para realizar o cerco de Magdeburg, Soult cruzou o Elba em Tangermünde e seguiu para nordeste. Ele chegou a Wusterhausen perto de Neustadt em 30 de outubro, com sua cavalaria sondando em direção a Wittstock. Mais a leste, Bernadotte capturou um comboio de suprimentos prussiano e 20 peças de campo no dia 26 e chegou a Boitzenburg na noite de 29 de outubro. Na manhã seguinte, descobrindo que Blücher havia desviado para noroeste, marchou em direção a Neustrelitz.  Liderando um dos regimentos de cavalaria de Bernadotte, o coronel Étienne Maurice Gérard capturou 400 soldados pertencentes a Blücher e informou que o prussiano estava indo para Waren. 

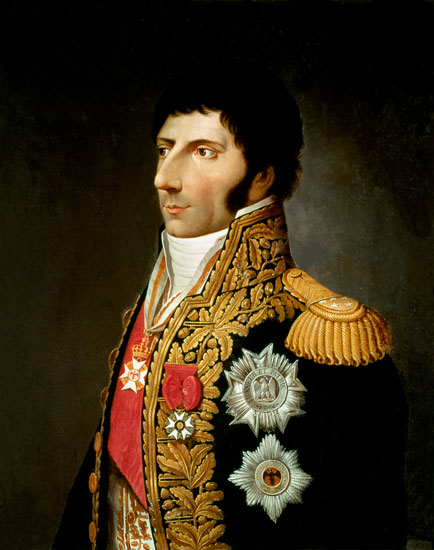
Jean-Baptiste Bernadotte

Em 31 de outubro, as colunas de Blücher e Winning se encontraram perto de Waren. Winning queria fugir para o porto de Rostock, ao norte, e já havia enviado o general-mor Karl Georg Friedrich von Wobeser à frente para organizar a evacuação. No entanto, Blücher o rejeitou e prosseguiu com sua própria estratégia, que era voltar a cruzar o Elba em Boizenburg. A partir daí, ele planejava se juntar ao general Karl Ludwig von Lecoq no antigo eleitorado de Hanover ou ao tenente-general Franz Kasimir von Kleist em Magdeburg. Blücher reorganizou seu pequeno exército em dois corpos. Winning liderou o I Corpo, de 11.000 homens, enquanto Blücher comandou o II, de 10.000 homens. Cada corpo foi subdividido em duas divisões pesadas e uma ligeira. 
Neste momento, havia 47.252 franceses caçando Blücher. O I Corpo de Bernadotte contava 15.450, o IV Corpo de Soult contava 24.375, o General de Divisão Louis Michel Antoine Sahuc liderou 2.550 dragões, Grouchy tinha 2.432 dragões, Lasalle contava 785 cavalaria ligeira e o General de Divisão Jean-Joseph Ange d'Hautpoul liderou 1.660 couraceiros. Bernadotte avançou com 12.000 de suas tropas mais aptas, deixando o resto para trás. Murat e sua cavalaria estavam se movendo rapidamente para o oeste de suas vitórias em Prenzlau e Stettin. 

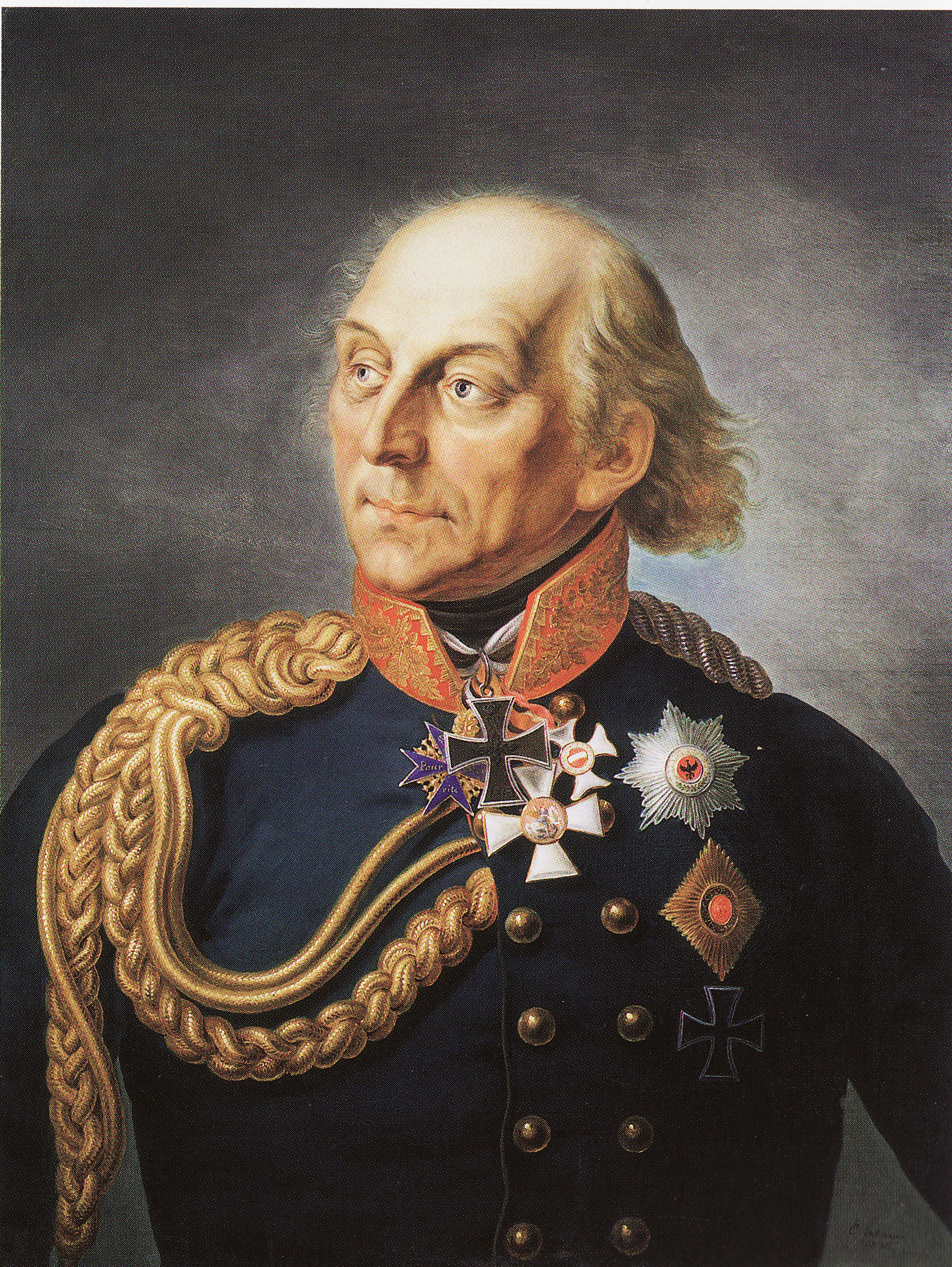
Ludwig Yorck

Na manhã de 1º de novembro, os prussianos evacuaram Waren. Blücher mudou-se para o noroeste coberto por uma retaguarda sob o comando do general-mor Friedrich Gottlieb von Oswald. Winning marchou para o oeste coberto pela retaguarda do Oberst August Wilhelm von Pletz. Naquela manhã, os prussianos combateram perto de Waren com as brigadas de cavalaria ligeira de Soult e Bernadotte, além do 1º Hussardos e 7º Chasseurs à Cheval do General de Divisão Anne Jean Marie René Savary antes de voltar para o oeste. Sob a direção tática de Yorck, os três batalhões de fuzileiros, seis companhias de Jägers e 20 esquadrões de hussardos se deram bem na batalha de Waren-Nossentin. Embora Bernadotte tenha comprometido o general de divisão Jean-Baptiste Drouet, a divisão do conde d'Erlon para a captura da aldeia de Nossentin, Yorck e Pletz partiram de maneira organizada para Alt Schwerin naquela noite. 
Na manhã de 2 de novembro, a 4ª Divisão de Dragões de Sahuc partiu de Rathenow e Murat deixou Demmin (oeste de Anklam) varrendo para o oeste com Lasalle, Grouchy e d'Hautpoul. Bernadotte estava em Nossentin e Soult em Waren.  Naquele dia, perto de Granzin, a divisão de Drouet alcançou os 500 homens do 2º batalhão do Regimento de Infantaria Nº 27 Tschammer, causando a perda de um canhão e 57 baixas, incluindo o Major Puttkammer capturado. Afastado para nordeste nos dias 2 e 3 de novembro, o porto de Wolgast rendeu-se ao 22º Regimento de Dragões da Brigada do General de Brigada André Joseph Boussart. O comboio de bagagens de Hohenlohe com 2.500 na maioria não-combatentes caiu nas mãos da divisão de Grouchy. 

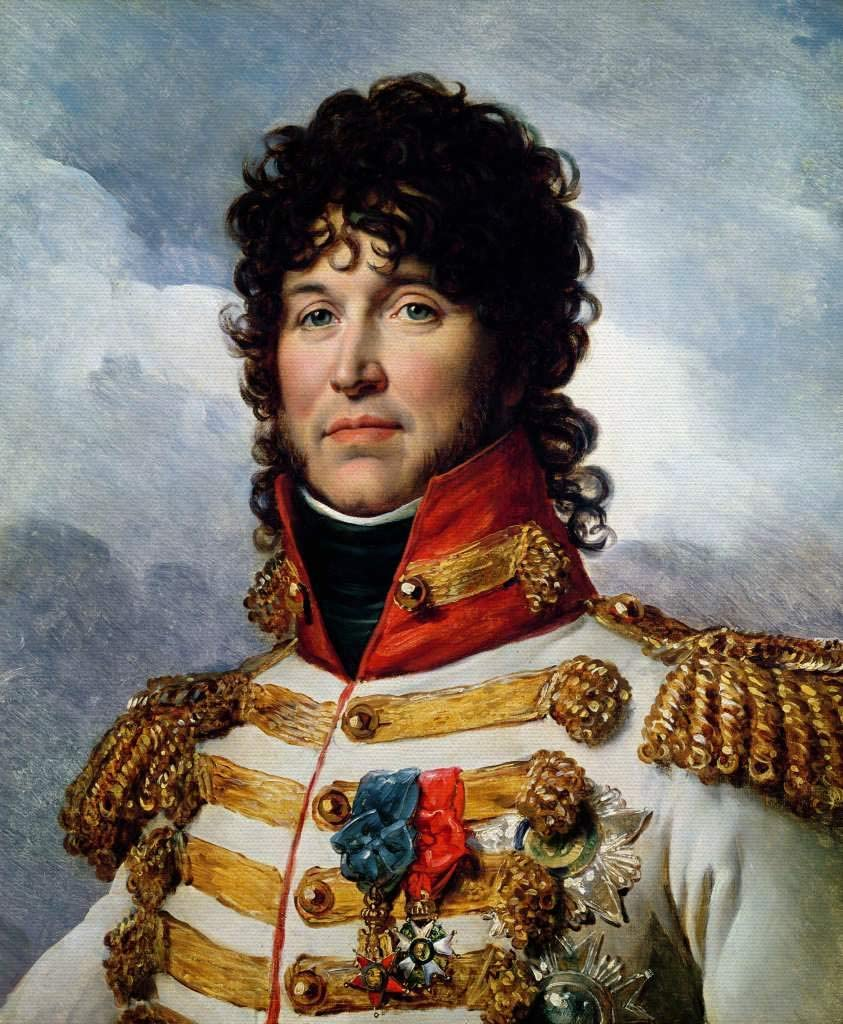
Joachim Murat

A retaguarda de Oswald fez uma parada em Crivitz em 3 de novembro em uma ação chamada de vitória prussiana. O prussiano liderou os batalhões de fuzileiros Nº 4 Greiffenberg, Nº 12 Knorr, e Nº 16 Oswald, os batalhões de granadeiros Schmeling e Vieregg, e uma bateria de artilharia a cavalo. Suas unidades de cavalaria eram cinco esquadrões do Regimento de Dragões Nº 9 Hertzberg e mais 5 do Regimento de Hussardos Nº 2 Rudorff. 
Os soldados de infantaria franceses eram da 2ª Divisão de Bernadotte sob o comando do General de Divisão Olivier Macoux Rivaud de la Raffinière. Os generais da Brigada Michel Marie Pacthod e Nicolas Joseph Maison lideraram o 8º Regimento de Infantaria Ligeira e os 45º e 54º Regimentos de Infantaria de Linha. Estes foram apoiados pelo 2º e 4º Hussardos e 5º Chasseur à Cheval sob o general da Brigada Jacques Louis François Delaistre de Tilly, além de baterias de artilharia a pé e uma de artilharia a cavalo. Ao todo, havia 6.500 franceses e 12 armas. 

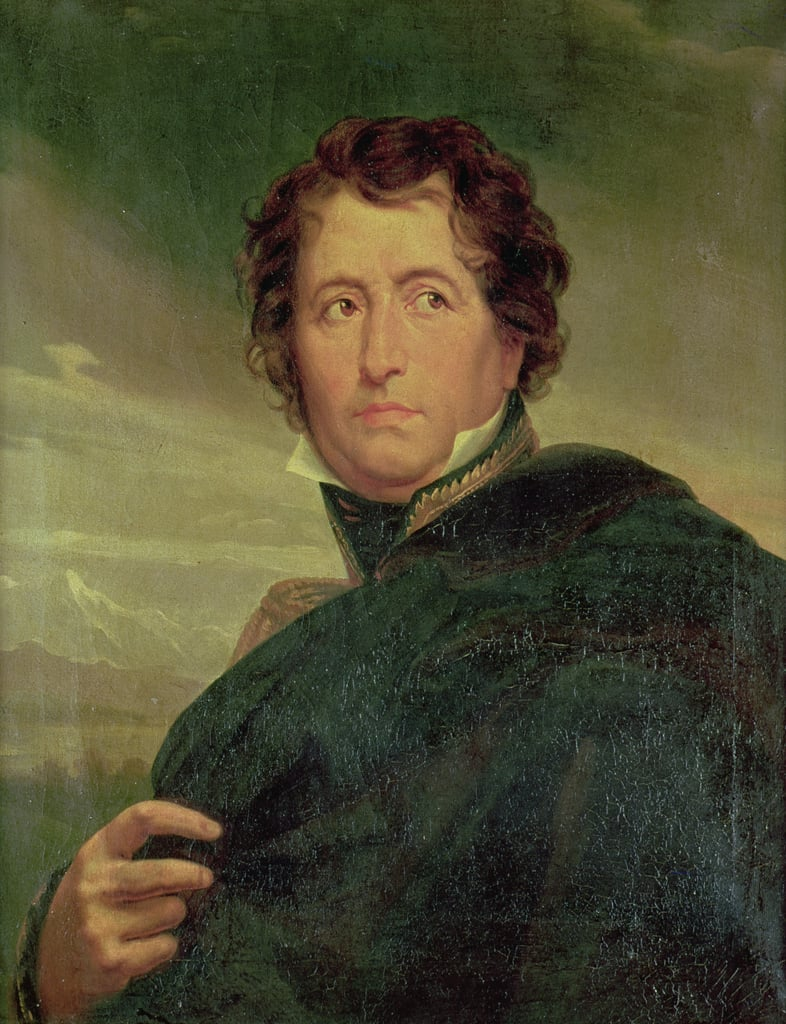
Nicolas Soult

Maison expulsou as tropas de Oswald de Crivitz depois de uma luta dura. A princípio, os prussianos recuaram para um terreno alto atrás da aldeia, depois continuaram sua retirada. O general da brigada Pierre Watier galopou da aldeia com a cavalaria ligeira. Watier convocou os prussianos a se renderem, mas sua resposta foi uma investida dos dragões. Os cavaleiros franceses imprudentemente abriram fogo com suas carabinas e foram varridos pelo contra-ataque de Oswald. Gérard foi capturado e Bernadotte teve que se abrigar dentro de uma praça de infantaria. Os dragões foram finalmente detidos pela infantaria de Pacthod. Mais tarde naquela noite, os franceses conseguiram tomar a aldeia de Meuss perto de Schwerin.  Durante a ação, os franceses cortaram e exterminaram o 1º batalhão do Regimento de Infantaria Nº 13 Arnim em Pinnow. 
Em 4 de novembro, Sahuc e Murat quase alcançaram Soult e Bernadotte. Depois de receber um relatório falso de que Soult estava entre ele e Boizenburg, Blücher decidiu recuar de Schwerin para Gadebusch, local de uma batalha em 1712.  No dia 4, o Oberst Christian Friedrich von der Osten com um regimento de dragões, um batalhão de fuzileiros e uma companhia de Jägers se juntaram a Blücher e ao corpo de Lecoq em Hamelin. Wobeser também voltou à sua coluna. No dia 5, os dois regimentos de Savary alcançaram outra força prussiana perdida sob o comando do general-mor Friedrich Leopold Karl Bernhard von Usedom no porto de Wismar. O francês alegou que capturou 700 cavaleiros, enquanto os prussianos admitiram entregar 367 soldados.  Os prussianos pertenciam ao Regimento de Hussardos Nº 10 Usedom e parte da caravana de Blücher sob o comando do Major Panwitz. 
A essa altura, a força de Blücher foi reduzida para cerca de 16.000 a 17.000 soldados. Embora possuísse 100 peças de artilharia e a posição de Gadebusch fosse forte, o prussiano não deu combate porque suas tropas estavam famintas e desgastadas pela marcha constante. Ele decidiu voltar para a cidade-estado hanseática de Lübeck, onde esperava se juntar a uma força de suecos que ele sabia que estavam na área.  O exército prussiano compareceu perante a neutra Lübeck na manhã de 5 de novembro. Ao meio-dia, eles abriram caminho pelo portão sul e ocuparam a cidade. Dirigindo-se ao senado da cidade na Rathaus, Blücher exigiu grandes quantidades de comida, bebida, forragem e dinheiro para seu exército, mas prometeu não lutar na cidade. 
Enquanto isso, uma brigada de 1.800 suecos entrou em Lübeck em 31 de outubro, na esperança de garantir navios de transporte para levá-los para casa. Quando eles finalmente embarcaram no navio no dia 4, eles se viram presos no rio Trave por ventos contrários.  Com o objetivo de capturar os suecos, Bernadotte enviou um batalhão para a foz do Trave e outro destacamento sob Maison para Schlutup, que fica no Trave a jusante da cidade. Também no dia 5, Soult atacou uma das retaguardas de Blücher sob o comando do General-Mor Karl Gerhard von Pelet em Roggendorf, afastando-a para o sul de Lübeck. Soult pressionou e capturou 300 prussianos em Ratzeburg. Ele e Murat estavam prontos para avançar em Lübeck do sul.  Uma força dinamarquesa comandada pelo tenente-general Johann Ewald marchou em direção a Stockelsdorf. Ewald notificou Blücher que estava preparado para defender a neutralidade de sua nação pela força. 

## A batalha

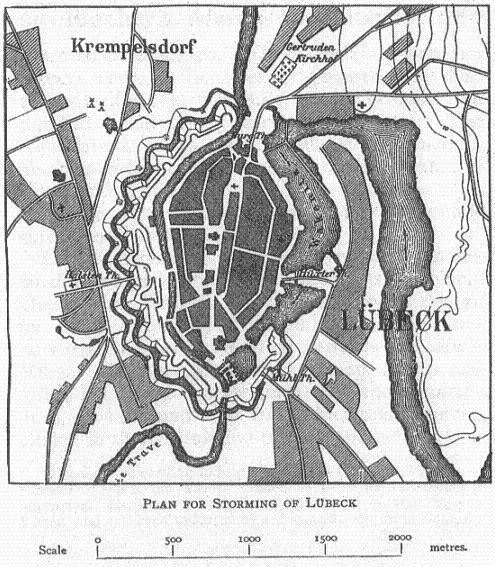
Mapa mostrando as fortificações de Lübeck em 1806

A maior parte do exército de Blücher passou a noite em Lübeck. Para proteger seu flanco sul, o general prussiano colocou um regimento de dragões e metade de uma bateria de artilharia a cavalo em Moisling. O General-Mor Balthasar Wilhelm Christoph von (Jung-) Larisch com a 2ª Divisão do II Corpo guardava o Trave ao norte da cidade. A retaguarda de Blücher sob Oswald permaneceu do lado de fora do portão norte, enquanto um regimento de hussardos ficou do lado de fora do portão sul. 
Lübeck já foi fortemente fortificada, mas em 1806, suas defesas foram parcialmente desmanteladas. No entanto, as valas molhadas em frente às suas antigas muralhas representavam um sério obstáculo para um atacante. A leste da Trave, havia três portões para a cidade. O portão norte, conhecido como Burgtor, dava para uma estreita faixa de terra entre os rios Trave e Wakenitz. O portão sul foi chamado de Mühlentor (Portão dos Moinhos) e o portão leste foi chamado de Hüxtertor. Na margem oeste da Trave, havia apenas um portão, o Holstentor. O Wakenitz protegia grande parte do lado leste da cidade. 

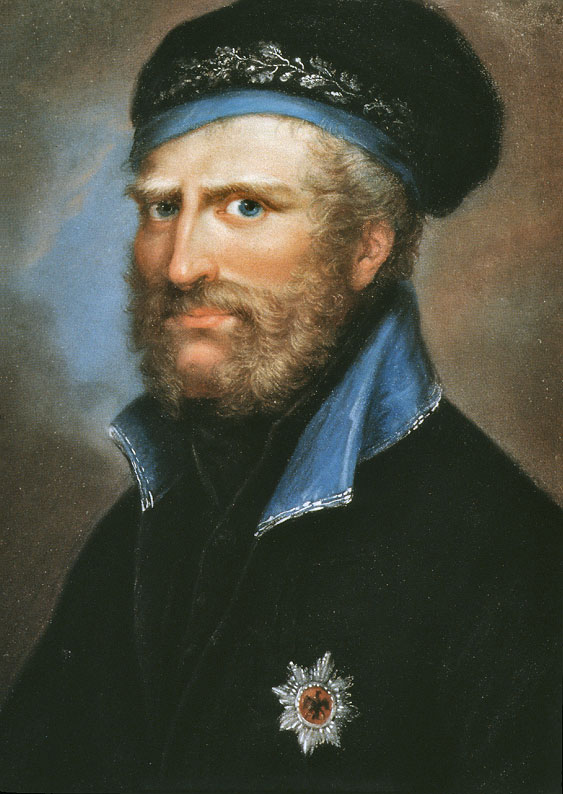
Duque de Brunsvique

No Burgtor, Blücher colocou oito canhões em uma fortificação semicircular em frente ao portão e acrescentou mais dois canhões perto do portão. Ele colocou mais quatro armas no bastião de Bellevue, na margem oeste, a fim de colocar qualquer atacante sob fogo cruzado. Além da retaguarda de Oswald, outra infantaria estava disponível para defender a posição. Blücher colocou o setor Burgtor sob o comando do General-Mor Frederick Wilhelm, Duque de Brunswick-Wolfenbüttel. Ele defendeu o Mühlentor com quatro ou cinco batalhões mais uma bateria de 6 libras. O Hoxtertor era mantido por um regimento de infantaria, dois canhões de artilharia a cavalo e quatro peças do regimento. Outras tropas permaneceram na reserva sob o comando do general-mor Hans Christoph von Natzmer, de modo que um total de 17 batalhões e 52 canhões defenderam Lübeck. Quando uma delegação de líderes da cidade lembrou Blücher de sua promessa de não lutar na cidade, o prussiano os rejeitou, jurando que lutaria. 
A 1ª Divisão de Natzmer incluía os Regimentos de Infantaria Nº 27 Tschammer, Nº 51 Kauffberg, Nº 54 Natzmer e o Nº 55 Manstein, com 2 batalhões cada, o Regimento de Dragões Nº 9 Hertzberg, com 5 esquadrões, 1 bateria de artilharia a pé, e meia bateria de artilharia a cavalo. A 2ª Divisão de Larisch continha os Regimentos de Infantaria Nº 4 Kalckreuth, Nº 7 Owstein, e Nº53 Jung-Larisch, com batalhões cada, o 2º batalhão do Regimento de Infantaria Nº 21 Brunswick, o Regimento de Dragões Nº 10 Heyking, com 5 esquadrões, e uma bateria de artilharia a cavalo. O comando de Oswald era composto por 10 esquadrões do Regimento de Hussardos  Nº 8 Blücher, os batalhões de granadeiros Schmeling e Vieregg, elementos de vários batalhões de fuzileiros, e meia bateria de artilharia a cavalo.

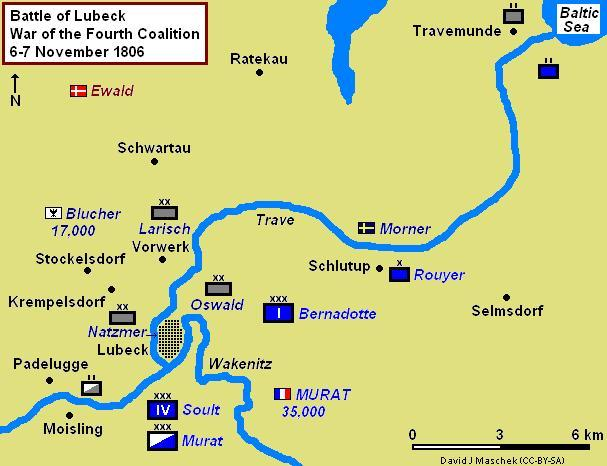
Mapa da Batalha de Lübeck de 6 a 7 de novembro de 1806, mostrando cidades próximas

Depois de iniciar sua marcha às 2h00, o corpo de Bernadotte esbarrou em uma coluna inimiga em Selmsdorf, a leste de Lübeck. Os franceses rapidamente envolveram a força prussiana, um comboio que marchava de Wismar, e garantiram a rendição de 1.000 soldados e 300 vagões. Enquanto isso, o general da Brigada Marie François Rouyer interceptou alguns transportes suecos perto de Schlutup. Após um breve canhoneio, 600 suecos se renderam. 
O I Corpo de Bernadotte incluía a 1ª Divisão de Pierre Dupont de l'Etang, a 2ª Divisão de Rivaud, a 3ª Divisão de Drouet, a cavalaria ligeira de Tilly,  e a reserva de artilharia do General de Divisão Jean Baptiste Eblé. Dupont tinha três batalhões da 9ª Infantaria Ligeira e dois batalhões cada um dos 32º e 96º Regimentos de Infantaria de Linha.  A divisão de Rivaud e a brigada de Tilly eram as mesmas que na ação de Crivitz (veja acima). A divisão de Drouet continha o 27º Regimento de Infantaria Ligeira e os 94º e 95º Regimentos de Infantaria de Linha, um total de sete batalhões. O trem de artilharia incluía baterias de artilharia de três pés e quatro cavalos. 
O IV Corpo de Soult compreendia três divisões de infantaria. A 1ª divisão do General de Divisão Louis Vincent Le Blond de Saint-Hilaire compreendia oito batalhões, organizados nos 10º Regimento de Infantaria Ligeira e os 35º, 45º e 55º Regimentos de Infantaria de Linha. A 2ª Divisão de 10 batalhões do General de Divisão Jean François Leval era composta pelos 24º Regimento de Infantaria Ligeira e os 4º, 28º, 46º e 57º Regimentos de Infantaria de Linha. A 3ª Divisão de nove batalhões do General de Divisão Claude Juste Alexandre Legrand era composta pelos 26º Regimento de Infantaria Ligeira e os 18º e 75º Regimentos de Infantaria de Linha, além dos Tirailleurs Corses e Tirailleurs du Po. As unidades de apoio eram a brigada de cavalaria ligeira do general de Brigada Pierre Margaron, composta pelo 8º Regimento de Hussardos e os 11º, 16º e 22º Regimentos de Chasseurs à Cheval, além de oito bateria de artilharia a pé e duas a cavalo. 
Às 6:00 da manhã, Murat com a cavalaria de Soult e a brigada de Lasalle caiu sobre o Regimento de Hussardos Nº 3 Pletz nas abordagens do sul, capturando 200 soldados e perseguindo-os dentro de Lübeck. As armas que defendiam o Mühlentor repeliram a cavalaria francesa que os perseguia. O corpo de Soult e os dragões de Sahuc chegaram e sua artilharia começou a atacar os prussianos no portão sul. 

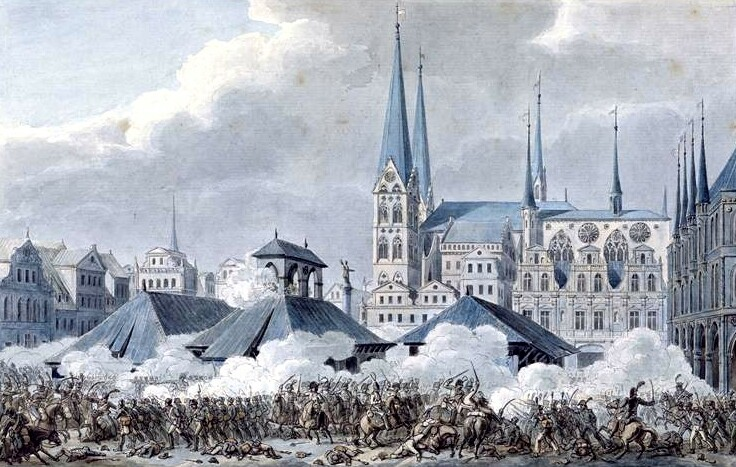
Batalha de Lübeck, mostrando a luta na praça do mercado com a Igreja de Santa Maria ao fundo

Logo depois, a guarda avançada de Bernadotte empurrou a retaguarda de Oswald de volta para o portão norte. Os tirailleurs de Drouet logo garantiram o Galgenburg, uma colina a leste do Burgtor, e os canhões foram concentrados na altura. Bernadotte implantou a divisão de Drouet à esquerda e Rivaud à direita, com Dupont apoiando a direita. O General de Brigada François Werlé liderou o 27º Regimento de Infantaria Ligeira de Drouet no centro contra a Igreja de Santa Gertrudes. A princípio, os franceses foram detidos, mas o comandante da bateria prussiana foi ferido e isso diminuiu sua eficácia. Um segundo esforço levou o adro da igreja, mas então os homens de Werlé foram enfileirados pela bateria de Bellevue, que infligiu pesadas perdas. O 94º Regimento de Infantaria de Linha de Drouet então avançou pela esquerda. Enquanto isso, Brunswick decidiu supervisionar a batalha do bastião de Bellevue, então ele cruzou para a margem oeste do Trave. 
Sem ser detectado na fumaça da batalha, a 94ª Linha invadiu um pequeno reduto. Então o regimento invadiu a posição semicircular, apreendendo toda a bateria. Por volta das 13h, os defensores prussianos fugiram pelo Burgtor, seguidos pelos vitoriosos franceses. Bernadotte dirigiu Drouet para a direita para tomar a ponte sobre o Trave, enquanto enviava Rivaud para a esquerda para pegar os defensores do Mühlentor em reverso. Outras tropas francesas atravessaram o Trave e forçaram a bateria de Bellevue a se retirar. 

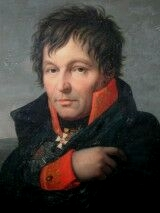
Gerhard von Scharnhorst

Acreditando que suas defesas ao norte estavam seguras, Blücher retirou-se para seu quartel-general no Golden Angel Inn, perto do Mühlentor. Ele foi surpreendido lá pelos escaramuçadores de Rivaud e escapou por pouco com seu filho e Karl Freiherr von Müffling, embora seu chefe de gabinete, Gerhard von Scharnhorst, e o resto de sua equipe tenham se tornado prisioneiros. Enquanto isso, os franceses avançavam pelo mercado e pela Königstrasse em meio a violentos combates de rua nos quais Yorck foi ferido e muitos outros prussianos foram mortos ou feridos. À frente de uma tropa de couraceiros, Blücher tentou, sem sucesso, resgatar seu cajado. Então o grupo abriu caminho para a ponte sobre a Trave em segurança. 
Soult enviou Leval para tomar o Hoxtertor, Legrand para atacar o Mühlentor, mantendo Saint-Hilaire na reserva. Os prussianos que defendiam o Mühlentor foram pegos pela retaguarda pela divisão de Rivaud, embora tenham lutado furiosamente. Atingidos pelo fogo de todas as direções, os defensores sofreram pesadas perdas, incluindo 300 em apenas um regimento. Finalmente, 2.000 prussianos se renderam e os cavaleiros de Murat avançaram pelo portão e entraram nas ruas. As próximas vítimas foram os defensores do Hoxtertor, o Regimento Owstein. Engolido pela cavalaria e infantaria, o regimento formou uma quadrado de infantaria, mas logo foi forçado a se render depois de sofrer pesadas perdas. Às 15h30, os franceses controlavam firmemente Lübeck, embora os combates esporádicos continuassem. 
Ouvindo a algazarra enquanto os franceses reprimiam a resistência nos portões leste e sul, Blücher tentou organizar outro ataque. Ele enviou o Regimento Nº 1 Kuhnheim para atacar o Holstentor, mas as tropas de Drouet já ocupavam a ponte e as defesas ocidentais. Os franceses repeliram os prussianos com pesadas perdas e os forçaram a voltar para Bad Schwartau. Tropas francesas saíram da cidade em perseguição. 

## Resultados

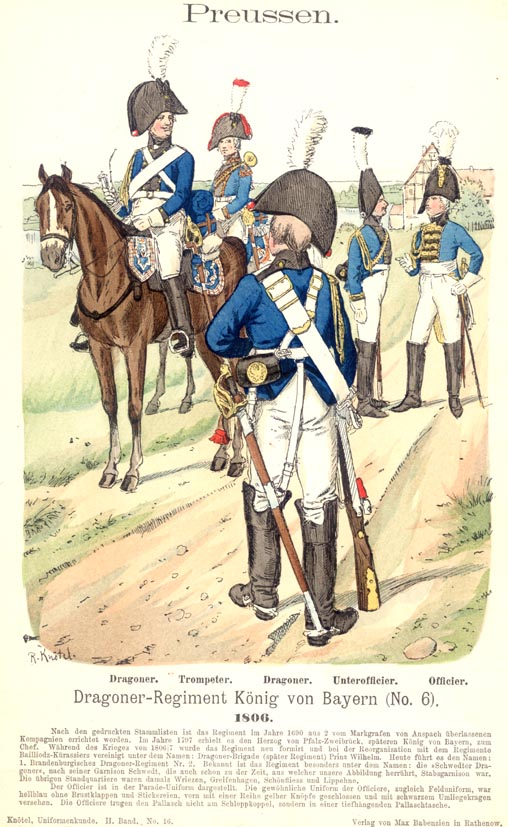
Prussian King of Bavaria Dragoons Nr. 1 in 1806

Os marechais franceses estimaram as perdas prussianas em Lübeck como 3.000 mortos e feridos, além de 5.000 a 6.000 capturados.  O historiador Digby Smith deu as perdas prussianas em Lübeck como 2.000 mortos e feridos, além de mais 4.000 capturados de 15.000 soldados. Os regimentos de infantaria Owstein, Tschammer e Natzmer foram exterminados e 22 canhões perdidos. Os franceses empregaram entre 30.000  e 35.000 homens na batalha.  Além de 2.000 prussianos mortos e feridos e 4.000 capturados, o historiador francês Alain Pigeard também observou que os prussianos e suecos perderam 24 bandeiras, dois estandartes e pelo menos 50 peças de artilharia. Segundo a mesma fonte, as perdas totais francesas totalizaram 1.500 mortos e feridos, incluindo o chefe de artilharia do IV Corpo, coronel Pierre-Elisabeth Peytes de Montcabrié, que morreu em 8 de novembro, após os ferimentos que havia recebido dois dias antes. 
No entanto, os franceses não terminaram o dia. Em Paddeluge, a cavalaria de Soult capturou quatro companhias de infantaria e duas peças de artilharia sob o comando do capitão Witzleben. Os dragões de Grouchy trotaram pela cidade para capturar a força do Major Friedrich Albrecht Gotthilf von Ende antes de terminar o dia em Vorwerk.  Em Krempelsdorf, Ende rendeu 360 homens e quatro canhões, incluindo cinco esquadrões do Regimento de Hussardos Nº 7 Köhler, um esquadrão do Regimento de Dragões Nº 1 Rei da Baviera, e meia bateria a cavalo. O Regimento de Couraceiros Nº 5 Bailliodz depôs suas armas em Steckenitz. Smith credita a brigada de Tilly com a captura de Ende, enquanto Petre credita Grouchy.  Em Schwartau naquela noite, o Oberst Löben rendeu-se a Bernadotte com 1.500 soldados. Estes incluíram o batalhão de Fuzileiros Nº 2 Bila, os Regimentos de Infantaria Kuhnheim, Jung-Larisch e Manstein, além do Regimento de Dragões Nº 12 Osten. 
Tendo invadido a cidade, as tropas francesas saquearam completamente Lübeck em meio a crimes de "pilhagem, estupro e assassinato". Bernadotte e outros oficiais superiores tentaram conter seus homens, com Bernadotte defendendo pessoalmente várias casas usando seu sabre, mas os soldados franceses ficaram completamente enlouquecidos.  Que as tropas eram culpadas de atrocidades foi admitido por escritores contemporâneos como Antoine-Henri Jomini e Guillaume Mathieu, conde Dumas. O historiador Francis Loraine Petre observou que a decisão de Blücher de travar uma batalha campal em uma cidade neutra o tornou pelo menos parcialmente culpado pelo saque de Lübeck. 

Ao amanhecer, Blücher estava em Ratekau, norte-nordeste de Lübeck, com o restante de seu exército. O general prussiano comandou apenas 4.050 infantaria e 3.760 cavalaria de uma força que somava 21.000 em 1º de novembro. Em sua frente imediata estavam três marechais franceses com até 35.000 soldados. À sua esquerda estava o Trave, à sua retaguarda estava o Mar Báltico e à sua direita estava a fronteira dinamarquesa, defendida pela força de Ewald. Como a resistência era obviamente inútil, Blücher solicitou termos e foi informado de que deveria entregar seus soldados como prisioneiros de guerra. Ele despachou um documento que anunciava sua rendição a Bernadotte e reclamou que estava sem comida e munição. Murat recusou-se a aceitá-lo, apontando que os prussianos deveriam capitular a todos os três marechais e que declarar o motivo de sua rendição era irregular.  Blücher então se rendeu a Bernadotte, Soult e Murat, embora tenha sido autorizado a anexar uma declaração no final do documento. Ele escreveu,
"Eu capitulo, já que não tenho pão nem munição - BLUCHER." 
Pigeard afirmou que Blücher se rendeu com um total de 8.000 a 9.000 homens, com 80 peças de artilharia, que constituíam tudo o que restava de seu corpo de exército.  As unidades de infantaria prussianas que perderam bandeiras (entre parênteses) foram os Regimentos de Infantaria Nº 1 <i id="mwAb0">Kuhnheim'' (4), Nº 4 Kalckreuth (4), Nº 26 Alt-Larisch (2), Nº 30 Borcke (4) e Nº 51 Kauffberg (4). Os regimentos de cavalaria perdendo estandartes foram os Couraceiros Nº 2 Beeren (5), Dragões Nº 4 Katte (2), Dragões Nº 5 Königin (1), Dragões Nº 9 Hertzberg (5), Dragões Nº 10 Heyking (5) e Dragões Nº 14 Wobeser (1). 
Em 8 de novembro, o destacamento prussiano em Travemünde rendeu-se a Rivaud. Drouet foi enviado ao Baixo Elba para caçar a força de Pelet, que foi incluída na capitulação.  Quando Drouet o alcançou, Pelet rendeu-se com 420 homens e metade de uma bateria de artilharia a cavalo em Boizenburg no dia 12. Quatro esquadrões dos dragões do rei da Baviera e um esquadrão dos hussardos Köhler depuseram suas armas. 
Bernadotte primeiro chamou a atenção das autoridades suecas com seu tratamento cortês ao coronel capturado Gustave Mörner e seus oficiais, que vieram principalmente da província de Ostrogothia. Bernadotte tratou o Conde Mörner com a maior cortesia; colocando seus próprios alojamentos à disposição do Conde enquanto prisioneiro dos franceses.   Marcelino Marbot, uma testemunha hostil, escreveu em suas memórias que Bernadotte, "estava especialmente desejoso de ganhar o caráter de um homem bem-educado aos olhos desses estranhos".  Mörner, e seu sobrinho, Barão Karl Otto Mörner, mais tarde desempenharam um papel fundamental nos estágios iniciais do processo que eventualmente levou à eleição de Bernadotte em 1810 como Príncipe Herdeiro da Suécia pelo Riksdag dos Estates e em 1818 ascendeu o trono como Rei Carlos XIV João da Suécia. 